# سنار علیا
سنارعلیا، روستایی است از توابع بخش مرزن‌آباد شهرستان چالوس در استان مازندران ایران. سالانه حدود ۱۵۰۰۰۰هزار نفر از این روستا و جاهای دیدنی آن بازدید می‌کنند. از جاذبه‌های گردشگری آن می‌توان به دریاچه ولشت که در ۵ کیلومتری روستا قرار دارد اشاره کرد.

## جمعیت
این روستا در دهستان بیرون‌بشم قرار دارد و براساس سرشماری مرکز آمار ایران در سال ۱۳۹۵، جمعیت آن ۶۲ نفر (۱۲خانوار) بوده‌است. مردم سنار از قومیت طبری هستند. مردم سنار به زبان طبری با گویش چالوسی سخن می‌گویند.